# Migração guiada por humanos

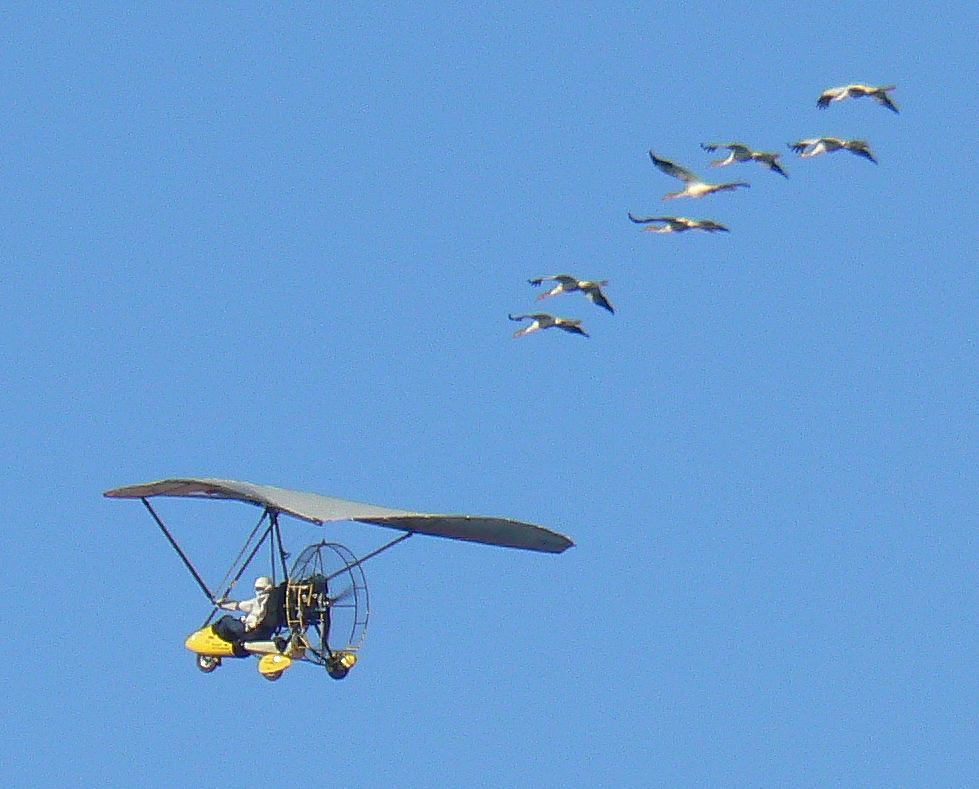
Grous-americanos juvenis completaram sua primeira migração, voando de Wisconsin até a Flórida em janeiro de 2009, seguindo um ultraleve.

A migração guiada por humanos é um método de reestabelecimento de rotas migratórias de aves criadas por seres humanos para sua reintrodução na natureza.
É uma técnica especialmente usada para espécies em perigo de extinção, nas quais a perda de indivíduos e territórios fez com que suas rotas migratórias desaparecessem. Para evitar sua extinção, a criação em cativeiro tem sido necessária, e, portanto, a posterior liberação na natureza requer o ensino dessas rotas aos juvenis.
Os juvenis criados à mão foram cunhados com seus pais adotivos, que eles seguem. Após um período de treinamento de voo e adaptação às aeronaves e ao seu ruído, os juvenis voam acompanhando seus pais adotivos até seus locais de invernada.
Essa técnica tem sido usada em aves como o íbis-eremita e o grou-americano, entre outras espécies.